# Carolina Amor de Fournier
María Josefa Amada Carolina del Sagrado Corazón de Jesús Amor Schmidtlein (Ciudad de México, 8 de septiembre de 1908-Ciudad de México, 11 de septiembre de 1993) fue editora, escritora, y traductora mexicana. Fue fundadora, directora y editora de la editorial científica La Prensa Médica Mexicana, posteriormente transformada en Editorial Fournier. En 1980 recibió el Premio Nacional Juan Pablos al Mérito Editorial. Fundadora de la Galería de Arte Mexicano, la cual dejó desde sus inicios a cargo de su hermana, Inés Amor. Fue también cofundadora, en 1965, de la Editorial siglo XXI. Su hermana Guadalupe Amor fue una reconocida poeta mexicana.

## Biografía
Hija de Emmanuel Amor Subervielle (1856-1932) y Carolina Schmidtlein García Teruel (1878-1946). Después de la Revolución Mexicana, Carolina comenzó a trabajar como periodista y en 1933 se incorporó al Departamento de Bellas Artes. En 1935 inaugura la Galería de Arte Mexicano, localizada actualmente en San Miguel Chapultepec. Ese mismo año deja la Galería a cargo de su hermana Inés Amor y se casa con Raoul Fournier Villada, con quien funda en 1939 La Prensa Médica Mexicana, editorial científica que se convertiría después en la Editorial Fournier. Carolina estudió en la Escuela de Artes del Libro, dirigida en ese entonces por Francisco Díaz de León. Tiempo después sería docente y directora de dicha escuela. Fue la primera mujer que recibió el Premio Nacional Juan Pablos al Mérito Editorial (1980).

## Algunas publicaciones
- carolina amor de Fournier, carlos campillo Sainz. 1987. A la memoria del Doctor Raoul Fournier Villada, 1900-1984. Ediciones Copilco, 129 pp. ISBN 9684351216, ISBN 9789684351219

- Andres J. Cassidy, Luz María A. de Chapa, Carolina Amor de Fournier. 1982. "Es un privilegio ser amigo del Señor ...": recopilación de homilías. Ediciones Copilco

- carolina amor de Fournier. 1972. La mujer en la tipografía mexicana. Editor La Prensa Médica Mexicana, 102 pp.

- --------------------------------. 1972. El niño de 6 a 12 años. Edición reimpresa de La Prensa Médica Mexicana, 97 pp.

- --------------------------------. 1965. Medicina interna. 3ª ed. Editores Tinsley Randolph Harrison y de La Prensa Médica Mexicana

- --------------------------------, rafael montes de Oca, rafael martín del Campo, norman pelham Wright. 1963. Hummingbirds and orchids of Mexico Monografia de los colibries y apuntes sobre las principales orquidea de México. Editorial Fournier

- --------------------------------. 1954. Catálogo de libros impresos en México: VI Feria mexicana del libro. [Presentación de Carolina A. de Fournier.] Editor Instituto mexicano del libro, 123 pp.

### Como editora
- rafael montes de Oca, rafael martín del Campo. 1963. Colibríes y orquídeas de México. Editora Carolina Amor de Fournier. 34 pp.